# 死体

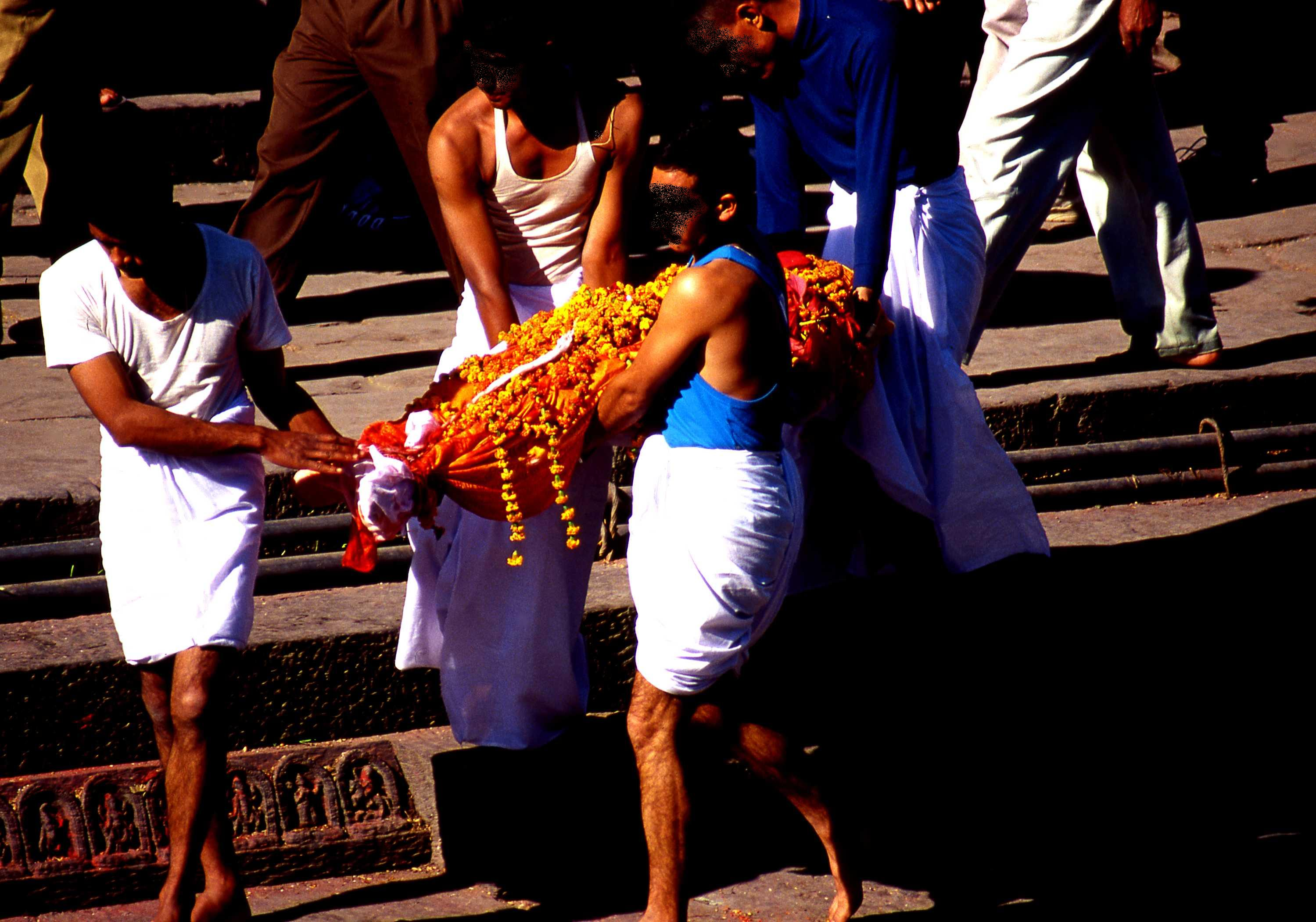
荼毘に付される直前の遺体（ネパール・パシュパティナート）

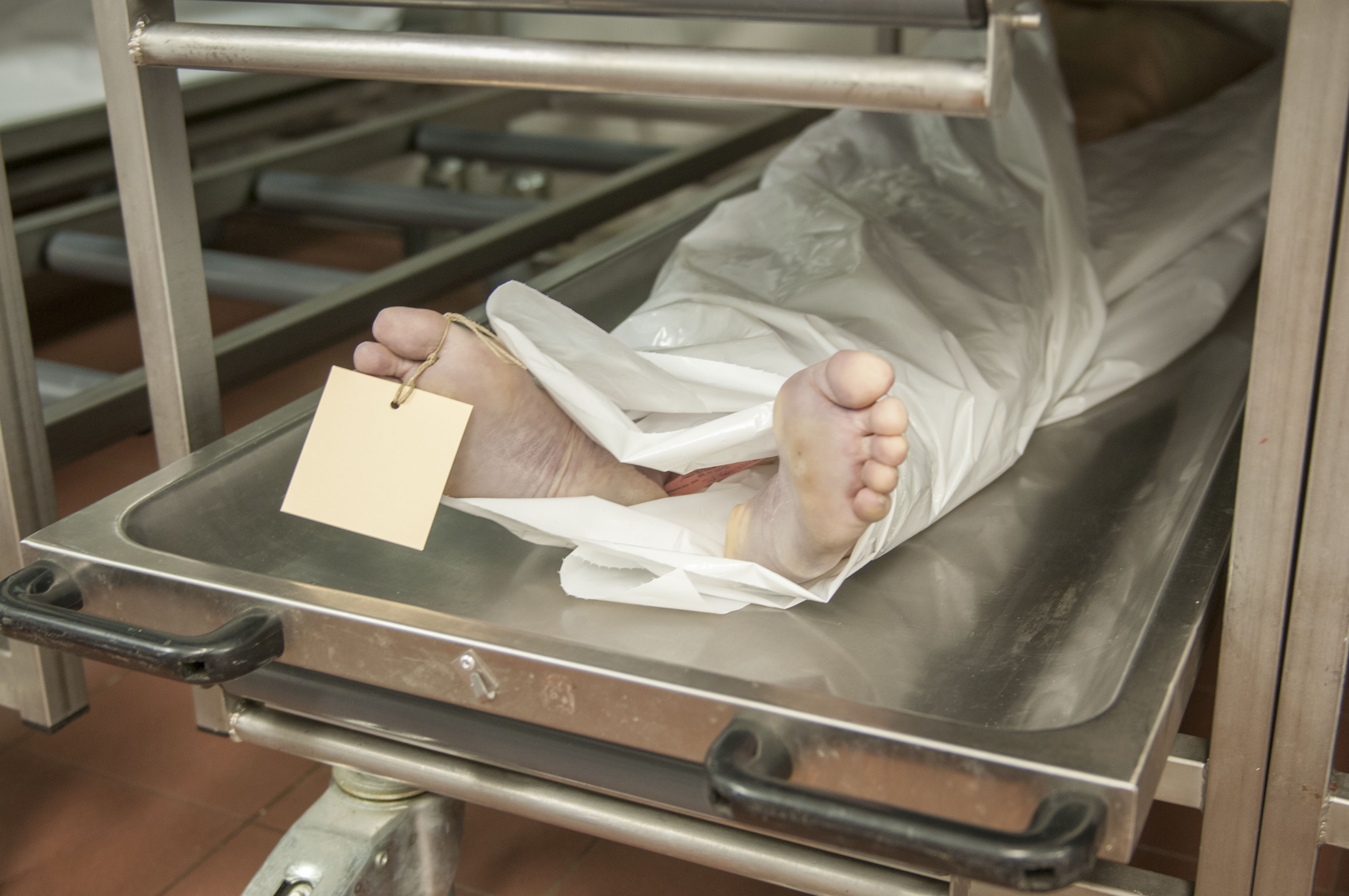
法医病理学の研究目的で保管された遺体（ドイツ・ベルリン）

死体（したい、屍体）とは、生物が死を迎え、その生命活動を停止している状態の体を指す。日常用語として「死体」と言う場合、人間ないし動物の死体までを指すことが多い。また、医科大学や病院などでの研究のために死後の体を提供すること、およびその死体は献体と呼ばれる。
日本語では、「死骸」（しがい）、「遺骸」（いがい）、「亡骸」（なきがら）、「屍」（しかばね）、「骸」（むくろ）などとも言い、微妙にニュアンスが異なる（後述）。また、直接的な言い方を避け、「ほとけ」・「ほとけさん」などと呼ばれることもある。

## 宗教・習俗
遺体の扱いに関しては各国の歴史や習俗により異なるが、多くの国でこれを法律上の手続によらずに放置したり損壊する行為（死体遺棄や死体損壊）は法律で禁じられている。
歴史的には病理解剖も宗教的・道徳的には非人道的な行為と考えられたこともあり、病理解剖学と臨床医学が結び付くのは19世紀以後のことである（解剖学を参照）。

## 「死体（屍体）」と「遺体」との相違
「死体（屍体）」は、一個の物体としての即物的な印象を与える用語である。そのため、死者の人格を尊重するような場面では、これを避けて「遺体」（いたい）の語を用いる。「死骸」、「屍（しかばね）」も同様に「遺骸」、「亡骸（なきがら）」等と言い換えられる。
地質学や生態学などにおける学術用語として「生物遺体」・「動物遺体」・「植物遺体」などの用語もあり、「遺体」が必ずしも人間以外の生物に適用されないわけでもない。また、刑法では、「死体遺棄（死体損壊）」のように「死体」が用いられる。
公共交通機関の持込み禁止手回り品については、鉄道・バス・タクシーでは「死体」、船舶・航空では「遺体」と表記されることが多い。鉄道運輸規程・旅客自動車運送事業運輸規則に「死体」、海上運送法第9条第3項の規定に基づく標準運送約款（国土交通省告示）に「遺体」と表記され、それに各事業者の規則・規程・約款等も倣っているためである。

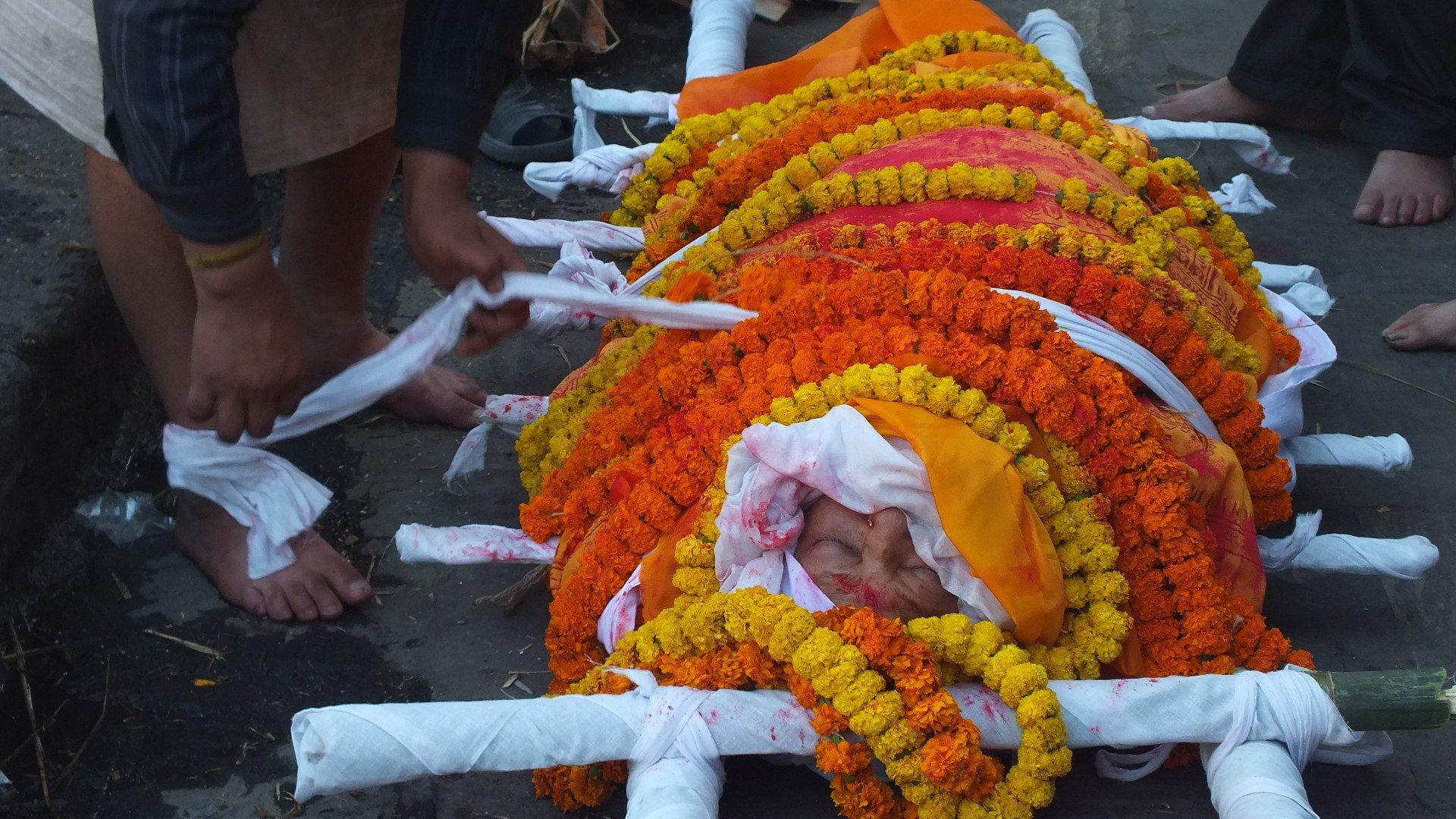
火葬前の遺体（パシュパティナート火葬場にて）

報道に限らず、ラジオやテレビでの番組内では、「死体」という語は（例外はあるが）一般に、単に身元のわからない死者の場合や、それが無関係の場で不意に発見された場合などに主に用いる（ただし、身元不明ながら歴史的価値の高い資料といったような場合は、ミイラや化石も含めて、「死体」よりも「死者」というような表現を用いる場合が多い）。
一方「遺体」という語は、身元が判明している死者のケースはもとより、それが捜索されている対象の死者だとみなされうるケースに主に用いる。遺族の存在を通常想定できうる場合や、将来的に遺族が名乗り出てきたり証明できるなどして判明しうる場合である。よって、乗客名簿の類のある飛行機や客船での事故や事件での犠牲者、同様に国外への邦人旅行者が乗った自動車や列車の事故や、国外のホテルやスタジアムといった建築物の損壊に巻き込まれた邦人犠牲者など、身元が判明しうる不特定多数の死者のケースにも用いられる。あるいは、国内での大規模な災害で発見された不特定多数の亡骸など、発見された時点では不明であり確率は低いながらも将来的に随時判明していく前提の場合は、視聴者等への配慮もあって後者の語を用いる場合が多い。そういう意味では、国内に遺族がほとんどいないと予測される諸外国での災害や事故、テロや戦争などについての邦人以外の死者については、表現が分かれうる。

## 死体の扱い
- 棺、遺体収納袋
- 埋葬、死体安置所
- エンバーミング（遺体衛生保全） - プラスティネーション、ミイラ
- 献体、死体解剖保存法
- 死体売買
- 死体損壊・遺棄罪
- カニバリズム（人肉食）
- 屍姦
- 死後処刑 - すでに死んだ死体を切り刻むなどの処刑する刑罰。世界中で行われた。
  - 獄門 - 刑罰のこと。死刑ではねた首は、梟首（きょうしゅ、晒し首）とされた。
  - 試し斬り
  - 伍子胥 - 「死屍に鞭打つ」の故事を産んだ。父兄の仇である楚の平王の死体を惨たらしくむち打ちした故事から。
  - A級戦犯#処刑後の遺体の扱い - 米軍は神聖視されることがないように場所を秘密にして海上散骨した[2]。

### 動物
- ネクロフォレシス（英語版） - アリやハチなどの社会性昆虫に見られる仲間の死体や餌となった昆虫の死骸を外に運び出す行動。

## 検死・死後変化
- 法医学、解剖学
  - 病理解剖、司法解剖、遺体の身元確認（英語版）
  - 死後変化
    - 自己融解 - 死後硬直 - 死斑 - 死冷 - 腐敗

  - 検案 - 生活反応
  - ボディファーム(死体農場) - 死体の腐敗の進行などを調査する研究に使われた施設の総称。
- 水死（水死体）
  - セイリッシュ海における人間の足の発見 - 靴で保護され、海洋生物が食べにくい足が漂着しやすいセイリッシュ湾に流れ着いた事件。
- 遺存体（英語版）、遺存体の保存と修復（英語版） ‐ 考古学での人間を含む動植物資料について。
  - セメント質 ‐ 歯根部外側に形成されていく硬組織で年輪上に形成されるため、哺乳類などの死亡時の年齢推定（齢査定法）に利用される。
  - 骨年齢（英語版） ‐ 骨にも年輪が形成されるため、レントゲンなどで動物などの推定が行われる。
  - 化石、恐竜の年齢（英語版）
  - ポンペイの火砕流後に死体が朽ちてできた空洞へ石膏を充填した例

## 死体を主題とした作品
- 九相図
- トランジ - 死体が腐る様子を再現した彫刻を用いたレリーフや像を使った墓標。